# Паспорт громадянина Чехії

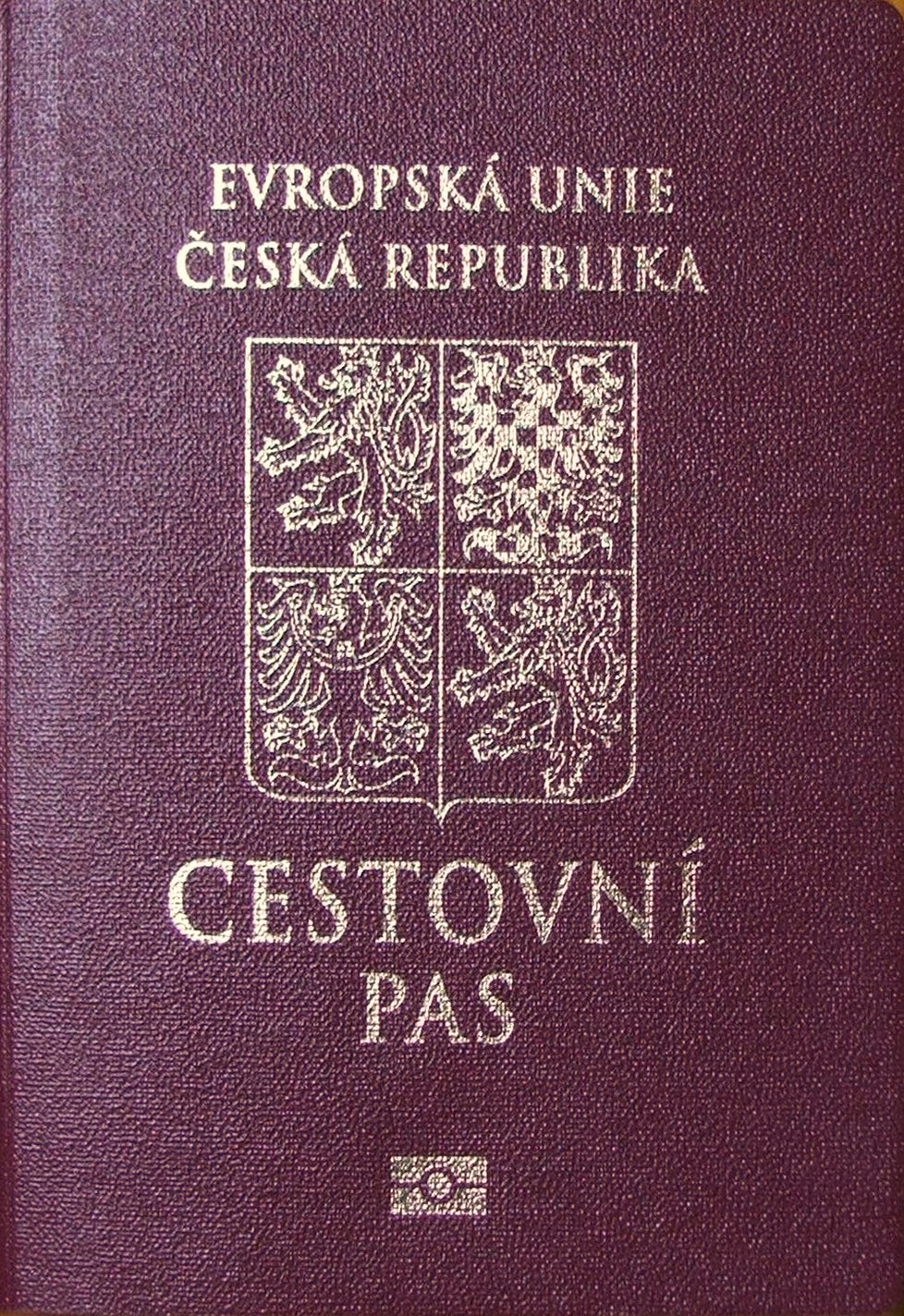
Обкладинка біометричного паспорту

Па́спорт громадяни́на Че́хії — документ, що видається громадянам Чехії, для здійснення поїздок за кордон (за межі Європейського Союзу та Європейської економічної зони).
Паспорт є підтвердженням громадянства Чехії. Громадяни Чехії можуть мати декілька паспортів одночасно.
| Прапор Чехії | Це незавершена стаття про Чехію. Ви можете допомогти проєкту, виправивши або дописавши її. |